# 韋扎納峰
韋扎納峰（義大利語：Vezzana），是意大利的山峰，位於該國東北部，由威尼托大區負責管轄，屬於多洛米蒂山的一部分，海拔高度3,192米，人類在1872年9月5日首次登頂。